# Adolf Jahr
Pour les articles homonymes, voir Jahr.
Adolf Jahr (23 juin 1893 – 19 avril 1964) est un chanteur et acteur suédois.
Il apparaît dans 68 films entre 1925 et 1962.

## Filmographie
- 1925 : Den gamla herrgården
- 1934 : Fasters millioner
- 1940 : Swing it, magistern!
- 1944 : Guttersnipes
- 1948 : Främmande hamn
- 1950 : While the City Sleeps (Medan staden sover)
- 1956 : Laughing in the Sunshine